# 1956年コルチナ・ダンペッツオオリンピックのノルウェー選手団
1956年コルチナ・ダンペッツオオリンピックのノルウェー選手団（1956ねんコルチナ・ダンペッツオオリンピックのノルウェーせんしゅだん）は、1956年1月26日から2月5日まで、イタリアのコルティーナ・ダンペッツォで開催された1956年コルチナ・ダンペッツオオリンピックのノルウェー選手団、およびその競技結果。

## 概要
今大会は金メダル1個、銀メダル2個、銅メダル2個の合計4個のメダルに留まった。金・銀・銅メダルの数および合計メダル数はノルウェー勢の冬季オリンピック過去最低を記録した。
クロスカントリースキーではホルガイル・ブレンデンが男子15kmで金メダルを獲得、1952年オスロオリンピック男子18kmに続いて2大会連続の金メダルを獲得した。

## メダル
| メダル | 選手名                 | 競技                   | 種目       |
| ------ | ---------------------- | ---------------------- | ---------- |
| 金     | ホルガイル・ブレンデン | クロスカントリースキー | 男子15km   |
| 金     | スヴェレ・ステネルセン | ノルディック複合       | 男子個人   |
| 銀     | クヌート・ヨハネッセン | スピードスケート       | 男子10000m |
| 銅     | アルフ・イェストバン   | スピードスケート       | 男子500m   |